# Réunion Open
Die Réunion Open sind die offenen internationalen Badmintonmeisterschaften von Réunion. Sie wurden erstmals im Juli 2022 ausgetragen.

## Die Titelträger
| Saison | Herreneinzel      | Dameneinzel     | Herrendoppel                                       | Damendoppel                     | Mixed                                        |
| ------ | ----------------- | --------------- | -------------------------------------------------- | ------------------------------- | -------------------------------------------- |
| 2022   | Riku Hatano       | Riko Gunji      | Takuto Inoue Kenya Mitsuhashi                      | Annabella Jäger Leona Michalski | Sumiya Nihei Minami Asakura                  |
| 2023   | Arnaud Merklé     | Hina Akechi     | Krishna Prasad Garaga Vishnuvardhan Goud Panjala   | Margot Lambert Anne Tran        | Hariharan Amsakarunan Varshini Viswanath Sri |
| 2024   | Tharun Mannepalli | Tasnim Mir      | Julien Maio William Villeger                       | Kaho Osawa Mai Tanabe           | Julien Maio Léa Palermo                      |
| 2025   | Riki Takei        | Isharani Baruah | Hariharan Amsakarunan Ruban Kumar Rethinasabapathi | Moa Sjöö Tilda Sjöö             | Marvin Seidel Thuc Phuong Nguyen             |